# Jeanne Grumbach
Pour les articles homonymes, voir Grumbach.
Jeanne Grumbach, née le 24 mai 1871 à Brunoy (Seine-et-Oise) et morte le 4 décembre 1947 à Couilly-Pont-aux-Dames (Seine-et-Marne), est une actrice française. 

## Biographie
Fille de négociants parisiens d'origine alsacienne, Jeanne Grumbach entre au Conservatoire où elle obtient un premier prix de tragédie et de comédie en 1893. Elle débute la même année dans la troupe du théâtre de l'Odéon (ex. : l'adaptation par Pierre Loti de son roman Ramuntcho en 1908, avec René Alexandre dans le rôle-titre et Sylvie).
On peut la voir également au Théâtre du Vaudeville (Le Tribun de Paul Bourget en 1911, avec Lucien Guitry et Baron fils), au Théâtre Antoine (ex. : Le Coup d'aile de François de Curel en 1906, avec André Antoine et Gabriel Signoret), ou encore au Théâtre de la Renaissance (ex. : La Vierge au grand cœur de François Porché et Vêtir ceux qui sont nus de Luigi Pirandello, deux pièces avec Madame Simone, représentées en 1925).
Citons également La Moisson verte de Gaston Sorbets, une de ses dernières pièces jouée en 1933 à la Comédie de Genève (Suisse), avec Henri Guisol et Marthe Alycia.
Au cinéma, elle est active principalement durant la période du muet et apparaît dans une quarantaine de films français (dont de nombreux courts métrages) sortis entre 1908 et 1929 ; mentionnons Beethoven de Victorin Jasset (1909, avec Harry Baur dans le rôle-titre), La Reine Margot d'Henri Desfontaines (1914, avec Léontine Massart dans le rôle-titre) et La Terre d'André Antoine déjà nommé (1921, avec Germaine Rouer et Armand Bour).
Son unique film parlant est la coproduction franco-américaine Le Cas du docteur Brenner de Jean Daumery (1933, avec Jean Marchat dans le rôle-titre), après quoi elle se retire définitivement de l'écran. 
Divorcée de l'acteur et réalisateur Henri Desfontaines depuis avril 1921, Jeanne Grumbach meurt à l'âge de 76 ans à la maison de retraite des artistes de Pont-aux-Dames à Couilly-Pont-aux-Dames où elle est inhumée.

## Théâtre (sélection)
(pièces jouées à Paris, sauf mention contraire)
- 1898 : Mon enfant d'Ambroise Janvier (Théâtre de l'Odéon) : Mme Langeron
- 1903 : À Sainte-Hélène de Séverine (Théâtre Antoine) : Betzy
- 1904 : Les Oiseaux de passage de Maurice Donnay et Lucien Descaves, mise en scène d'André Antoine (Théâtre Antoine) : Mme Lafarge
- 1905 : Le Crime d'un fils de Maurice Lefèvre (Théâtre de l'Ambigu-Comique) : Mme Herbaux
- 1906 : Le Coup d'aile de François de Curel, mise en scène d'André Antoine (Théâtre Antoine) : Clotilde Prinson
- 1908 : Ramuntcho, adaptation par Pierre Loti de son roman éponyme (Théâtre de l'Odéon) : la bonne mère
- 1909 : Les Grands de Pierre Veber et Serge Basset (Théâtre de l'Odéon) : Mme Brassier
- 1910 : Les Corbeaux d'Henry Becque (Théâtre de l'Odéon) : Mme Vigneron
- 1911 : Le Tribun de Paul Bourget (Théâtre du Vaudeville) : Mme Portal
- 1912 : L'Honneur japonais de Paul Anthelme (Théâtre Antoine) : l'épouse de Yagoro
- 1913 : La Rue du Sentier de Pierre Decourcelle et André Maurel (Théâtre de l'Odéon) : Mme Morisset
- 1913 : Rachel de Gustave Grillet (Théâtre de l'Odéon) : Esther
- 1914 : Les Cinq Messieurs de Francfort, adaptation par Julius Elias et Lugné-Poe du roman éponyme de Charles Roeszler, mise en scène de Lugné-Poe (Théâtre du Gymnase) : Mme Gudule
- 1919 : Monsieur Césarin, écrivain public de Miguel Zamacoïs, mise en scène de Paul Gavault (Théâtre de l'Odéon) : Françoise Césarin
- 1922 : Les Don Juanes, adaptation par Jean-José Frappa et Henry Dupuy-Mazuel du roman éponyme de Marcel Prévost (Théâtre de la Porte-Saint-Martin) : Hilda de Finsburg
- 1923 : Le Masque de fer de Maurice Rostand (Théâtre Mogador) : la nourrice
- 1925 : La Vierge au grand cœur ou La Mission, les travaux et la passion de Jeanne d'Arc de François Porché, mise en scène de Madame Simone (Théâtre de la Renaissance) : Sainte Geneviève
- 1925 : Vêtir ceux qui sont nus de Luigi Pirandello, adaptation de Benjamin Crémieux (Théâtre de la Renaissance) : Mme Honorine
- 1926 : La Famille Lavolette d'Eugène Brieux (Théâtre des Nouveautés) : Mme Lavolette
- 1928 : Les Fruits de l'amour de Lucien Descaves (Théâtre des Arts) : Mme de Bienne
- 1929 : Le Sexe faible d'Édouard Bourdet, mise en scène de Victor Boucher (Théâtre de la Michodière) : Mme Lee Gomez
- 1933 : La Moisson verte de Gaston Sorbets (Comédie de Genève, Suisse)

## Filmographie complète
- 1908 : L'Arlésienne, court-métrage d'Albert Capellani d'après le drame d'Alphonse Daudet
- 1909 : Morgan le pirate, court-métrage en deux épisodes de Victorin Jasset
- 1909 : Beethoven, court-métrage (290 m) de Victorin Jasset
- 1909 : La Demoiselle de compagnie, court-métrage de Victorin Jasset, scénario de Paul Rouget
- 1909 : La Boîteuse, court-métrage (130 m) de Victorin Jasset
- 1910 : La Main verte, drame (232 m) d'Henri Desfontaines
- 1910 : Le Spectre de l'autre, court-métrage anonyme
- 1910 : L'Argentier de Louis XI, court-métrage (295 m) de Victorin Jasset d'après Maître Cornélius d'Honoré de Balzac
- 1910 : La Receveuse des postes, court-métrage de Pierre Giffard : la receveuse
- 1910 : Hérodiade, court-métrage (306 m) de Georges Hatot et Victorin Jasset : Hérodiade
- 1910 : Le Revenant, court-métrage de Georges Denola
- 1910 : Les Deux Jésus / Deux Petits Jésus, court-métrage de Georges Denola
- 1911 : L'Assassinat d'Henri III, court-métrage (314 m) de Henri Desfontaines et Louis Mercanton, scénario de Paul Garbagni
- 1911 : Les Bottes de Kouba, court-métrage (195 m) de Georges Denola, scénario de Louis Mauzin
- 1911 : La Momie[5], court-métrage (304 m) d' Henri Desfontaines d'après la nouvelle Petite discussion avec une momie d'Edgar Poe
- 1911 : L'Illusion des yeux / L'Illusion, court-métrage (290 m) de Georges Denola, scénario de Daniel Riche
- 1911 : La Nouvelle servante, comédie anonyme (296 m)
- 1912 : La Sonate du diable, court-métrage de René Leprince
- 1912 : La Joie qui tue, court-métrage anonyme d'après la comédie La joie fait peur de Delphine de Girardin
- 1912 : La Porteuse de pain, drame en 3 parties (970 m) de Georges Denola d'après le roman de Xavier de Montépin et Jules Dornay : Jeanne Fortier
- 1912 : Britannicus (it), court-métrage couleur (700 m) de Camille de Morlhon d'après la tragédie de Racine : Agrippine
- 1913 : Don Quichotte, court-métrage (1 150 m) couleur de Camille de Morlhon d'après l'œuvre de Cervantès : la gouvernante de don Quichotte
- 1913 : Les Deux noblesses, court-métrage (1 175 m) colorié de René Leprince, scénario d'Édouard Bureau-Guéroult
- 1913 : Le Roi de l'air, court-métrage (1 785 m) de Ferdinand Zecca et René Leprince : Mme de Solanges
- 1913 : La Leçon du gouffre, scène de la vie moderne en 4 parties (1.195 m) de Ferdinand Zecca et René Leprince : Anne Guénic
- 1913 : L'Absent, court-métrage (830 m) en 2 parties d'Albert Capellani d'après la pièce de Georges Mitchell : grand-mère Grietje
- 1914 : La Reine Margot, film en 2 époques (2.165 m) d'Henri Desfontaines, scénario de Paul Garbagni d'après la roman d'Alexandre Dumas : Catherine de Médicis
- 1914 : Mariage d'inclination, court-métrage (855 m) de Daniel Riche : Mme Delval mère
- 1915 : Amour sacré, grand drame patriotique (1.200 m) en 3 parties de Dominique Bernard-Deschamps : la mère
- 1916 : La Forêt qui écoute, grand drame de l'actualité (1.300 m) d'Henri Desfontaines
- 1917 : L'Hallali, grand drame mondain en 4 parties (1.400 m) de Jacques de Baroncelli
- 1917 : Les Bleus de l'amour, court-métrage (960 m) d'Henri Desfontaines, scénario de Paul Garbagni d'après la pièce de Romain Coolus : la comtesse de Simières
- 1917 : La Carabine de la mort, court-métrage (885 m) d'Henri Desfontaines et Paul Garbagni, scénario de Paul Garbagni
- 1917 : L'Alsace attendait..., court-métrage (500 m) anonyme, commande du ministère des Beaux-Arts
- 1917 : Chouchou, court-métrage (1.100 m) d'Henri Desfontaines, scénario de Paul Garbagni : Mme Jordaël
- 1917 : Les Mouettes, court-métrage (1.165 m) de Maurice Mariaud d'après la pièce Le Serpent noir de Paul Adam
- 1918 : Le Masque d'amour, court-métrage en 2 parties (1.100 m) de René Plaissetty d'après le roman de Daniel Lesueur
- 1921 : La Terre d'André Antoine d'après Émile Zola: La Cognette
- 1921 : Chichinette et Cie d'Henri Desfontaines : la grand-mère
- 1921 : Les Trois Lys, court-métrage (1.470 m) d'Henri Desfontaines
- 1923 : Ce pauvre chéri de Jean Kemm : la marquise de Courlange
- 1929 : La Femme rêvée de Jean Durand : la tante
- 1933 : Le Cas du docteur Brenner de Jean Daumery d'après la pièce d'Emeric Foeldes : Mme Brenner mère

## Distinctions
- Officier d'Académie (arrêté du 22 janvier 1898)[6]
- Officier de l'Instruction publique (arrêté du 23 janvier 1907)[7]